# Поворот на Трансильванию
«Поворот на Трансильванию» (англ. Transylvania Twist) — американский комедийный фильм ужасов 1989 года, снятый в жанре кинопародии.

## Сюжет
Фильм начинается двумя короткими эпизодами перед началом основного повествования: сначала «прологом», а затем пародийной телевизионной рекламой. В прологе кажущуюся беспомощной девушку преследуют Джейсон Вурхиз, Кожаное лицо и Фредди Крюгер. Они загоняют её в пещеру, но через несколько секунд девушка появляется из неё победительницей, держа в руках характерные вещи, принадлежавшие каждому из троих нападавших маньяков. Она поворачивается к камере и, смеясь и демонстрируя свои огромные клыки, презрительно восклицает: «Любители!» Следующий за этим «рекламный ролик» рассказывает о «морге, крематории и кладбище» под названием «Город смерти», в нём торговец пытается продать зрителям «новые и подержанные гробы» с помощью своей очаровательной помощницы Риты.
Декстер Вард прибывает в «Город смерти», его встречают два гробовщика (один из них держит в руках номер журнала Famous Monsters of Filmland). Декстер прибыл сюда на похороны дяди, который страдает от «медицинского заболевания» и на самом деле не умер. После того, как Декстер помогает дяде выбраться из гроба и вернуться в библиотеку, другой его дядя, библиотекарь Эфрам, посылает Декстера найти и вернуть «Книгу Ультара» — артефакт великой силы, способный высвободить ужасное Зло в неумелых руках (Эфрам кому-то выдал эту книгу по рассеянности). Поиски Декстера приводят его к начинающей певице Мариссе Орлок, которой прямо во время визита Декстера сообщают о смерти отца, и о том, что она наследует его за́мок в Трансильвании. Декстер отправляется с девушкой в этот за́мок.
Виктор фон Хельсинг, «профессиональный охотник на вампиров», сопровождает Мариссу и Декстера в их путешествии в качестве душеприказчика особняка её отца.
Выясняется, что в за́мке обитает граф Байрон Орлок и три его приёмные дочери, и все они являются вампирами. Одна из них, Пэтти, легко узнаваемая девушка из «пролога», справившаяся с тремя маньяками одновременно. При «просмотре завещания» они узнаю́т, что Мариссе оставлено в наследство за́мок и деньги, в то время как Орлоку — «багаж». Однако Декстеру и Мариссе необходимо найти ту самую «Книгу Ультара», находящуюся где-то в за́мке. Но граф Орлок сам желает отыскать эту книгу, чтобы создать «Эпоху Зла», и в этом ему помогает верный дворецкий Стефен.
Декстер наконец находит книгу, но Байрон крадет её у него и использует, чтобы вызвать огромного монстра по имени Лукавый. Декстер и Марисса останавливают его и уничтожают Книгу. Однако одержимая Марисса поражает Байрона молнией, но когда он сгорает заживо, он заявляет, что вернётся в сиквеле.
Маринас (который страдал от каталептического припадка, а не был мёртв) говорит Мариссе, что она должна остаться в за́мке, чтобы убедиться, что монстр никогда не вернётся; Хельсинг, ставший теперь вампиром, также остаётся. Декстер организует для Мариссы съёмку её последнего музыкального видео в за́мке с помощью её кузенов-вампиров и Хельсинга.
Фильм заканчивается тем, что местные жители-селяне, которые на протяжении всего повествования пытались найти замок, чтобы разрушить его, наконец сдаются и возвращаются по домам.

## В ролях
В титрах указаны. В порядке перечисления в титрах
- Роберт Вон — лорд Байрон Орлок
- Тери Копли[англ.] — Марисса Орлок, начинающая певица, дочь Маринаса
- Стив Олтмен — Декстер Вард
- Эйс Мэск — Виктор фон Хельсинг, охотник на вампиров[англ.]
- Ангус Скримм — Стефен, дворецкий
- Стив Франкен — Ганс Хупп
- Винетта Сеселия — Лаверна
- Моник Габриэль — Пэтти (Патриция)
- Говард Моррис[англ.] — Маринас Орлок, отец Мариссы
- Джей Робинсон?! — дядя Эфрам
- Ленни Джулиано — Макси Филдс
- Джо Лерер — Ганс Дауни
- Клемент фон Франкенштейн — Ганс Хофф
- Р. Дж. Робертсон — Ганс Фулл
- Артур Робертс — Ганс Н. Фриц
- Тони Нейплс — Максин
- Фрейзер Смит[англ.] — Слик Ламберт
- Бекки ЛеБо — Рита
- Стью Нахан[англ.] — спортивный комментатор
- Джек Бер — режиссёр
- Келли Маруни — Ханна
- Майкл Чиффо — Эд Нортон «Выглядит Одинаково»[1]
- Джон Лок[англ.] — мистер Суини
- Магда Арут — крестьянка
- Дианна Ланд — учительница
- Бринк Стивенс — Бетти Лу
- Гарриет Харрис[2] — бабушка
- Майкл Властас — Джеймс Васволакас
- Арт Херн — Уиллоуби

В титрах не указаны
- Форрест Дж Аккерман[англ.] — директор похоронного бюро
- Борис Карлофф — архивная съёмка из фильма «Страх» (1963)

## Пародии
Некоторые персонажи «Поворота…» являются пародиями на персонажей других художественных произведений. Например:
- Декстер Вард — главный герой романа «Случай Чарльза Декстера Варда» (Говард Лавкрафт, 1941).
- Байрон Орлок — главный герой (в исполнении Борса Карлоффа) фильма «Мишени[англ.]» (1968).
- Виктор фон Хельсинг — Абрахам Ван Хельсинг из серии фильмов о Дракуле.
- Ангус Скримм пародирует свою же роль Верзилы из фильма «Фантазм» (1979).

- Декстер Вард заглядывает в комнату и встречает там Бориса Карлоффа (архивная съёмка из фильма «Страх» (1963)).
- «Кошмар на улице Вязов» (1984) — Фредди Крюгер и его перчатка с лезвиями.
- «Касабланка» (1942)
- «Изгоняющий дьявола» (1973) — сцена спиритического сеанса, включая извергание зелёной жидкости изо рта.
- Серия фильмов «Пятница, 13-е» — Джейсон Вурхиз
- «Заколдованный замок» (1963) — сцена вызова Лукавого.
- «Восставший из ада» (1987) — Пинхед
- «Дракула» (1958) — сцены: встреча с дочерьми; фон Хельсинг, указывающий на кровь во рту вампира; Байрон, отбрасывающий женщину-вампира от её намеченной жертвы.
- «Оно захватило мир» (1956) — существо, зовущееся Лукавый (англ. Evil One).
- «Ночь живых мертвецов» (1968) — фраза «Да, они мертвы — они все перепутались» (англ. Yeah, they're dead — they're all messed up).
- «Таксист» (1976) — фраза «Ты разговариваешь со мной, здесь больше никого нет, ты, должно быть, разговариваешь со мной» (англ. You talking to me, no one else here you must be talking to me).
- Серия фильмов «Техасская резня бензопилой» — Кожаное лицо
- В ленте встречается ряд каламбуров, например: «Вампиры Карибского моря», «Элвис покинул тело[англ.]», буквосочетание «Papa-Oom-Mow-Mow[англ.]» используется как часть заклинания для вызова Лукавого, Декстер обнаруживает скелет в шкафу.
- Само название фильма взято из новелти-песни Monster Mash[англ.] (1962), в которой есть строка Whatever happened to my Transylvania Twist?

## Создание и показ
Персонажи по ходу действия несколько раз ломают четвёртую стену, а один даже, глядя в камеру, произносит: «Я не в том фильме».
Съёмки ленты прошли в Лос-Анджелесе. Главная роль писалась под известную Моник Габриэль, но Роджер Корман настоял на Тери Копли, Габриэль же получила роль второго плана.
Первоначально дистрибьютером фильма выступила компания New Concorde, но позднее права на его показ (для домашнего видео) приобрела Metro-Goldwyn-Mayer.
Премьера ленты состоялась в октябре 1989 года. Спустя годы саундтрек фильма из 16 композиций был официально выпущен отдельным изданием.

## Критика и оценка
Юмор фильма критики определяют в стиле комедии «Аэроплан!» и лент Мела Брукса.
Вообще «Поворот…» получил смешанные отзывы, от ярко позитивных («лучшее из волны пародий ужасов конца 80-х, вдохновленных „Обнажённым оружием“») до столь же негативных («дебильная комедия о вампирах, подростках — охотниках на вампиров и полуголых малышках»).
- Variety. «В этом „космическом рагу“ смешано много восхитительных рефлексивных моментов… иногда это весёлая пародия на хоррор, примечательная разнообразием своих комичных целей»[7].
- AllMovie — «Неубедительный сюжет служит удобной бельевой верёвкой, на которую можно повесить самореферентные пародии на жанр фильма ужасов, с перерывом на умный монтаж с появлением давно умершего Бориса Карлоффа.» 1,5 звезды из 5[6].
- TV Guide — 2,5 из 4 звёзд.
- Video Movie Guide 2002 — 2,5 из 5 звёзд[8].
- Creature Features: The Science Fiction, Fantasy, and Horror Movie Guide — 2 звезды из 4[9]
- Cinefantastique — 2 звезды из 4[5]
- VideoHound's Golden Movie Retriever — 1,5 кости из 4
- AMC — 1 звезда из 5

В 2013 году режиссёр «Поворота…» Джим Уайнорски сказал о своём фильме 24-летней давности: «Он лучше всего подходит к моей личности, это был фильм, над которым мне было веселее всего работать. Это было шоу, которое я не хотел заканчивать никогда».